# 이영호 (1976년)
이영호(1976년 ~ 2024년 1월 28일)은 대한민국의 기업인이다.

## 학력
- 전주고등학교 (졸업)
- 인하대학교 (전자계산기학과 / 학사)

## 경력
- 타이젬중국사이트 지사장
- 이세돌바둑학원 원장

## 생애
그는 1976년 전주에서 태어나 인하대학교 공대를 졸업한 이후 1998년 제1회 한중천원전 때 형 이창호의 중국 일정에 동행하였다. 이후 이창호의 매니저 역할을 하고 홈페이지를 만들어 운영했으며, (주)타이젬 중국 지사장 및 특파원으로도 일했다. 그대로 중국에 정착했으며 한국은 물론 중국 바둑인들과도 돈독한 관계를 맺었고 중국에서 이세돌바둑학원을 운영했다.

### 사망
2023년 1월 28일 심장마비로 사망했다. 향년 48세.